# Calle de la Isla de Cuba
La calle de la Isla de Cuba es una vía pública de la ciudad española de Madrid, situada en el barrio de Palomas, distrito de Hortaleza.

## Descripción
La vía discurre desde la avenida de Logroño hasta la calle del Vizconde de Uzqueta. Con el título recuerda la isla de Cuba, que fue posesión española. Aparece descrita en Las calles de Madrid (1889) de Hilario Peñasco de la Puente y Carlos Cambronero con las siguientes palabras:

Isla de Cuba. Desde el Paseo de San Vicente á la Montaña del Príncipe Pío. Es de apertura moderna. Lleva este nombre por ser el de una posesión española. La isla de Cuba fué descubierta por Cristóbal Colón en su viaje de 1492, llamándola Fernandina. En 1508 emprendió su conquista Nicolás Ovando, y la terminó Pánfilo de Narváez. Es la isla más considerable de nuestras Antillas. La bañan al Norte el golfo de la Florida y el canal de Bahama, que la separa del archipiélago de las Lucayas; al Este el estrecho del Viento, que la separa de Santo Domingo; al Sur el mar de las Antillas y al Noroeste el Golfo de Méjico. Es tanta su fertilidad y lozanía, que jamás llegan á verse los árboles totalmente despojados de su verdura, y suelen cogerse hasta dos cosechas de algunos cereales. La primera colonia de esta isla se estableció por Diego Velázquez, con 300 españoles, en 1501.
(Peñasco de la Puente y Cambronero, 1889, p. 270)